# Тетраэдран
Тетраэдран — теоретически возможное химическое соединение с формулой C4H4, каркасный углеводород, атомы углерода которого расположены в пространстве в углах тетраэдра. По состоянию на 2023 год незамещённый тетраэдран не удалось синтезировать, однако был получен ряд производных. 
Впервые производная тетраэдрана, замещённая в вершинах трет-бутилом была получена в 1978 году Гюнтером Майером. Незамещённый тетраэдран синтезировать пока не удалось, сложность его синтеза связана с тем, что угол между атомами углерода в нём составляет всего 60°, что гораздо меньше оптимального 109,5°. Это создаёт большое напряжение в молекуле и она оказывается крайне нестабильна. В синтезированных производных тетраэдрана, заместители в вершинах создают своего рода «корсет», сдерживающий и стабилизирующий структуру.